# Itata partita
Itata partita là một loài nhện trong họ Salticidae.
Loài này thuộc chi Itata. Itata partita được Cândido Firmino de Mello-Leitão miêu tả năm 1930.